# Карлссон, Юнас
Свен Берт Юнас Карлссон (швед. Sven Bert Jonas Karlsson; род. 11 марта 1971 года, Коммуна Салем, Стокгольм, Швеция) — шведский актёр и сценарист. Четырежды номинант на премию «Золотой жук».

## Биография и карьера
Юнас Карлссон вырос на шведском острове Вермдё. Ещё ребёнком начал выступать в театре. В подростковом возрасте Юнас дебютировал в фильме «Расмус-бродяга» (реж. Улле Хелльбум). Учился в средней школе, затем поступил в гимназию, но в итоге бросил учёбу ради театра. В то же время актёр продолжал сниматься в фильмах и сериалах. Кроме того, Юнас пробовал себя в качестве рок-музыканта.
С 1994—1998 годы он учился в Театральной академии в Стокгольме. После этого актёр играл во многих театрах Швеции. В 2001 году Карлссон сыграл в фильме «Хотим завести ребенка» вместе с актрисой Юханной Селльстрём. На сегодняшний день Йонас играет в Королевском драматическом театре.

## Творчество
Юнас Карлссон написал пьесу и пару сюжетов для театральной («For karleks skull») и кинопостановок («Toalett» (1993-1994), «Bra front» (1994-1995)). Также Карлссон написал несколько коротких рассказов. Он отправил их в издательское агентство, однако там писателю сообщили, что с продажей таких работ будет очень трудно. Тем не менее, труд Юнаса получил неплохой результат. По сценарию одного из его рассказов в 2014 году был снят фильм «Стокгольмские истории».

## Фильмография
- 1981 — Расмус-бродяга / Rasmus pa luffen
- 1991 — Факелы / Facklorna
- 1991 — Dyningar
- 1991 — Невидимое присутствие / Osynlig narvaro (сериал)
- 1991 — Amforans gata (сериал)
- 1992-2002 — Судоходная компания / Rederiet (1994)
- 1993 — Искатели / Sokarna
- 1993 — Snoken (сериал)
- 1993 — От Ким / Harifran till Kim
- 1994 — Щелчок / 'Klick
- 1995 — 30 ноября / '30:e november
- 1995 — Пропавшие без вести / Anmäld försvunnen (сериал)
- 1995-1997 — Кнессет / Knesset
- 1996 — Рождественская оратория / Juloratoriet
- 1996 — Величайшие герои / De største helte
- 1997 — Хаммаркуллен / Hammarkullen (мини-сериал)
- 1997 — Тартюф, или Обманщик / Tartuffe — hycklaren
- 1997-… — Комиссар Мартин Бек / Beck
- 1998 — Рождественская оратория / Juloratoriet
- 1998-1999 -S:t Mikael
- 1998, 2000 -Pistvakt — En vintersaga
- 1999 — Цацики и полицейский/ Tsatsiki, morsan och polisen
- 1999 — Рождественские герои / Julens hjältar (сериал)
- 2000 — Всякое случается / Det blir aldrig som man tänkt sig
- 2000 — Только раз в жизни / Livet är en schlager
- 2000 — Волна преступности / Brottsvåg (сериал)
- 2000 — Иисус жив / Jesus lever
- 2000 — Солдаты в лунном свете / Soldater i månsken (сериал)
- 2001 — Синий понедельник / Blå måndag
- 2001 — Хотим завести ребенка / Hans och hennes
- 2001 — Признание / Bekännelsen
- 2001 — Брак короля Густава III /Gustav III:s äktenskap
- 2001 — Если не /Om inte
- 2002 — Родственники и друзья /Släkt & vänner (короткометражка), озвучка
- 2002 — В темпе /Tempo (короткометражка)
- 2003 — Миффо /Miffo
- 2003 — Детали /Detaljer
- 2004 — Друг детей/Barnavännen (короткометражка)
- 2004 -Glömskans brev (короткометражка)
- 2004 — Макс и Джозеф: Неприятности вдвойне! /Håkan Bråkan & Josef, озвучка
- 2004 — Нити /Strings, озвучка
- 2004 — Возвращение учителя танцев /Danslärarens återkomst (мини-сериал)
- 2004 — Om Stig Petrés hemlighet (сериал)
- 2005 — Бац! Бац! Орангутанг /Bang Bang Orangutang
- 2005 — Докса /Doxa
- 2005 — Ким Новак никогда не купалась в Генисаретском озере /Kim Novak badade aldrig i Genesarets sjö
- 2005 — Шторм / Storm
- 2006 — Последняя собака в Руанде /Den sista hunden i Rwanda (короткометражка)
- 2006 — Офсайд/ Offside
- 2006 — Чучело собаки / En uppstoppad hund
- 2006 — Детективное агентство «Лассе и Майя» / Lasse-Majas detektivbyrå (сериал)
- 2007 — Любить кого-нибудь /Den man älskar
- 2007-… — Инспектор и море /Kommissarien och havet, (2009)
- 2007 — Август /August (сериал)
- 2009 — Сцены со знаменитостями /Scener ur ett kändisskap (сериал)
- 2009 — Человек под лестницей /Mannen under trappan (сериал)
- 2010 — Плохая вера /Ond tro
- 2010-… — Солнечная сторона /Solsidan
- 2012 — Кокпит /Cockpit
- 2013 — Смерть пилигрима / En pilgrims död (мини-сериал)
- 2013 — Муландеры /Molanders (сериал)
- 2014 — Я останавливаю время / Jag stannar tiden
- 2014 -Hallonbåtsflyktingen
- 2014-2015 — Добро пожаловать в Швецию / Welcome to Sweden
- 2014 — Малиновая лодка беженца /Vadelmavenepakolainen
- 2014 — Четвертый человек /Den fjärde mannen
- 2015 -Boy Machine (сериал)
- 2016 — Бек — Стейнар / Beck — Steinar
- 2016 — Бек — конец пути /  Beck — Vägs ände

## Награды
- 1996 — «Золотой жук» в категории лучший актер второго плана («30 ноября»)
- 2004 — «Золотой жук» в категории лучший актер («Детали»)
- 2007 — «Золотой жук» в категории лучший актер («Офсайд»)
- 2008 — «Золотой жук» в категории лучшая мужская роль(«Любить кого-нибудь»)
- 2013 — Litteris et Artibus